# Potamogeton praelongus
Potamogeton praelongus es una especie de la familia de la espiga o lila agua (Potamogetonaceae), dentro del orden Alismatales en lo que comúnmente llamamos grupo de las monocotiledóneas, aunque hoy en día se agrupan dentro del grupo Liliopsida. El nombre del género Potamogeton se deriva del griego “potamos” (río) y “geton” (vecindario o cercanía), haciendo referencia al hábitat de estas plantas, la especie, P. praelongus, se refiere a la forma de crecimiento largo y delgado, o con forma de lanza.

## Clasificación y descripción
Planta perteneciente la familia Potamogetonaceae. Planta acuática, herbácea, arraigada, sumergida (no emergente); sin hojas flotantes, margen de las hojas dentado, hojas de más de 8 cm de longitud.

## Distribución
Se distribuye en el hemisferio norte, en México solo se ha colectado en el estado de México.

## Ambiente
Habita en lagos, ríos y charcas con aguas claras y limpias de temperaturas frías; se ha registrado entre los 2500 y 2900 m de altitud.

## Estado de conservación
En México se cataloga bajo “En Peligro” en la NOM-059-SEMARNAT-2010; la lista roja de especies amenazadas la considera como LC (Least consern) es decir, menor riesgo o menor consideración para su conservación.